# Keena Rothhammer
Keena Rothhammer (Little Rock, Arkansas, 26. veljače 1957.) je bivša američka plivačica.
Dvostruka je osvajačica olimpijskih medalja i svjetska prvakinja u plivanju.
Godine 1991. primljena je u Kuću slavnih vodenih sportova.